# トータル・ライフ・コンサルタント
トータル･ライフ･コンサルタント（英:TLC=Total Life Consultant）とは、日本の生命保険業界における民間資格で、資格称号の一種。略称はTLCあるいはTLC資格。社団法人生命保険協会の認定資格であることから、「生保協会認定FP」ともいわれる。

## 概要
TLCは生保協会が主催する生命保険大学課程の、
1. ファイナンシャルプランニング
2. 個人保険商品研究
3. 資産運用設計（金融商品・不動産）
4. 生命保険と税
5. 相続隣接業界の商品と社会保障
6. 企業保険商品研究

の6科目をすべて合格した者で一定の条件を満たす者に、トータル・ライフ・ コンサルタント：TLC（生保協会認定FP）の称号が付与される。
当該資格は、1964年に大阪で生命保険文化研究所が主催した「専門外務員講座」が1969年に生命保険協会へ移管され、「生命保険外務大学課程」に改称されたのに伴い、卒業生に付与する称号として誕生した「認定生命保険士」を前身としている。称号の発足当時は大蔵省保険部長・生命保険文化研究所理事長および生命保険協会会長の三者で構成する「称号認定委員会」が認定機関となり、称号を付与した。当時、講義科目は8科目あったが、1992年に講座名称が現在の「生命保険大学課程」に改称されたのに伴いカリキュラムが6科目へ改編され、資格名称もトータル･ライフ･コンサルタントへ変更された。現在、生命保険大学課程は同協会が生命保険業界全体に行う共通教育制度の最上級課程に位置付けられており、一般課程、専門課程、応用課程の試験を合格した者に受験資格が与えられる。協会認定資格としては、専門課程合格者にはライフ・コンサルタントが、応用課程合格者にはシニア・ライフ・コンサルタントの資格が付与されており、生命保険大学課程合格者に付与されるトータル・ライフ・コンサルタントはそれらの最上位資格として定められている。
現在、この資格の取得は生命保険アンダーライティング学院の受講資格の1つとされており、同学院修了生に付与される生命保険修士の称号への登竜門ともなっている。

## TLC（生保協会認定FP）会
当該資格には有資格者の団体としてTLC会が組織されている。1972年3月に大阪･東京の大学課程3期生が中心となり、「認定生命保険士会」設立準備委員会が結成され、同年6月、認定生命保険士会設立総会が開催された。1992年のTLC資格への改称に伴い、1993年に組織名称を認定生命保険士（TLC）会」に変更した。1998年にはTLC会として独自に3科目からなる「ドクターコース」を創設し、「マスターオブTLC」の称号を授与する取り組みを開始。その後、2002年に組織名称を「トータル・ライフ・コンサルタント会」、略称「TLC（生保協会認定FP）会」、「TLC会」に改め、現在に至っている。

### 文献資料
- 東京海上火災保險株式会社、明治生命保險相互会社編『保險用語辞典 第2版』(東洋経済新報社、1992年)

### インターネット資料
- 生命保険アンダーライティング学院ウェブサイト「トップページ - ウェイバックマシン（2002年11月23日アーカイブ分）」
- 生命保険協会ウェブサイト「営業職員・代理店への教育制度」
- 生命保険協会ウェブサイト業界共通教育課程」
- TLC（生保協会認定FP）会ウェブサイト「TLC資格とは」
- TLC（生保協会認定FP）会ウェブサイト「TLC沿革」